# JONAG
JONAG is een ongebonden belangenvereniging voor de JOodse NAoorlogse Generatie in Nederland.

## Geschiedenis
JONAG werd in 1994 opgericht naar aanleiding van de door het toenmalige kabinet voorgenomen afschaffing van de Wet Uitkeringen Vervolgingsslachtoffers 1940-1945 (WUV). In de politieke discussie daarover kwam de naoorlogse Joodse generatie veel ter sprake, maar zij werd daarbij zelf niet betrokken. JONAG onderneemt niet alleen actie voor haar leden, maar ook voor de hele Joodse naoorlogse generatie. Zij vertegenwoordigt deze in verschillende maatschappelijke gremia, behartigt haar belangen en manifesteert zich daar waar JONAG dat nodig acht.

## Activiteiten
JONAG heeft onder meer in het Nieuw Israëlietisch Weekblad gepubliceerd over de historische redenen waarom Joodse vaderjoden (mensen met een Joodse vader en een niet-Joodse moeder) als Joods moeten worden beschouwd. (Het orthodox jodendom stelt dat alleen iemand Joods is die geboren is uit een Joodse moeder of door een orthodox-joodse rechtbank (bet dien) als uitgekomen is erkend).
Als enige vertegenwoordiger van de naoorlogse generatie zat JONAG in het Adviescollege van het Centraal Joods Overleg ten tijde van de Maroronderhandelingen. Ten voordele van alle naoorlogse Joden heeft zij bewerkstelligd dat de kinderen van na de oorlog overleden ouders konden meedelen in de Joodse oorlogstegoeden die in 1999-2000 door de overheid en private partijen aan de Nederlands-Joodse gemeenschap zijn teruggegeven.
In 2000 organiseerde zij de eerste driedaagse internationale conferentie The Jewish Second Generation into the 21st Century. Deze werd geopend door minister Els Borst, Raoul Heertje trad op als interviewer.
Samen met de vereniging Joodse Oorlogs Kinderen (JOK) heeft JONAG in 2013 en 2014 bij BenW van de gemeente Bloemendaal geprotesteerd tegen het vernoemen van een straat naar Gezina van der Molen.
Daarnaast fungeert de vereniging steeds meer als ontmoetingsplaats voor leden van de naoorlogse generatie met een Joodse achtergrond. Samen met de Stichting Joods Maatschappelijk Werk, Joods Educatief Centrum Crescas en vier andere Joodse organisaties heeft zij Jonet opgericht, een digitaal netwerk voor mensen met een Joodse achtergrond. Zij organiseert een breed scala van sociaal-culturele activiteiten, bezoeken aan musea, Joodse buurten en speciale plaatsen. Hoewel niet religieus, organiseert JONAG jaarlijks vieringen ter gelegenheid van de Joodse feestdagen sederavond, soekot en chanoeka. Op themamiddagen werden gasten ontvangen zoals Andreas Burnier, Ed van Thijn, Johannes van Dam, Awraham Soetendorp, Marja Vuijsje en Bart Wallet. Leden van JONAG ontvingen tot 2014 het kwartaalblad JONAG Bulletin. Sindsdien worden de leden geïnformeerd door middel van digitale nieuwsbrieven.